# Nová Ves (okres České Budějovice)
Obec Nová Ves se nachází v okrese České Budějovice, kraj Jihočeský, zhruba 7 km jihovýchodně od Českých Budějovic. Žije zde 778 obyvatel.

## Části obce
Obec Nová Ves se skládá ze dvou částí, které leží v katastrálním území Nová Ves u Českých Budějovic:
- Nová Ves
- Hůrka

## Historie

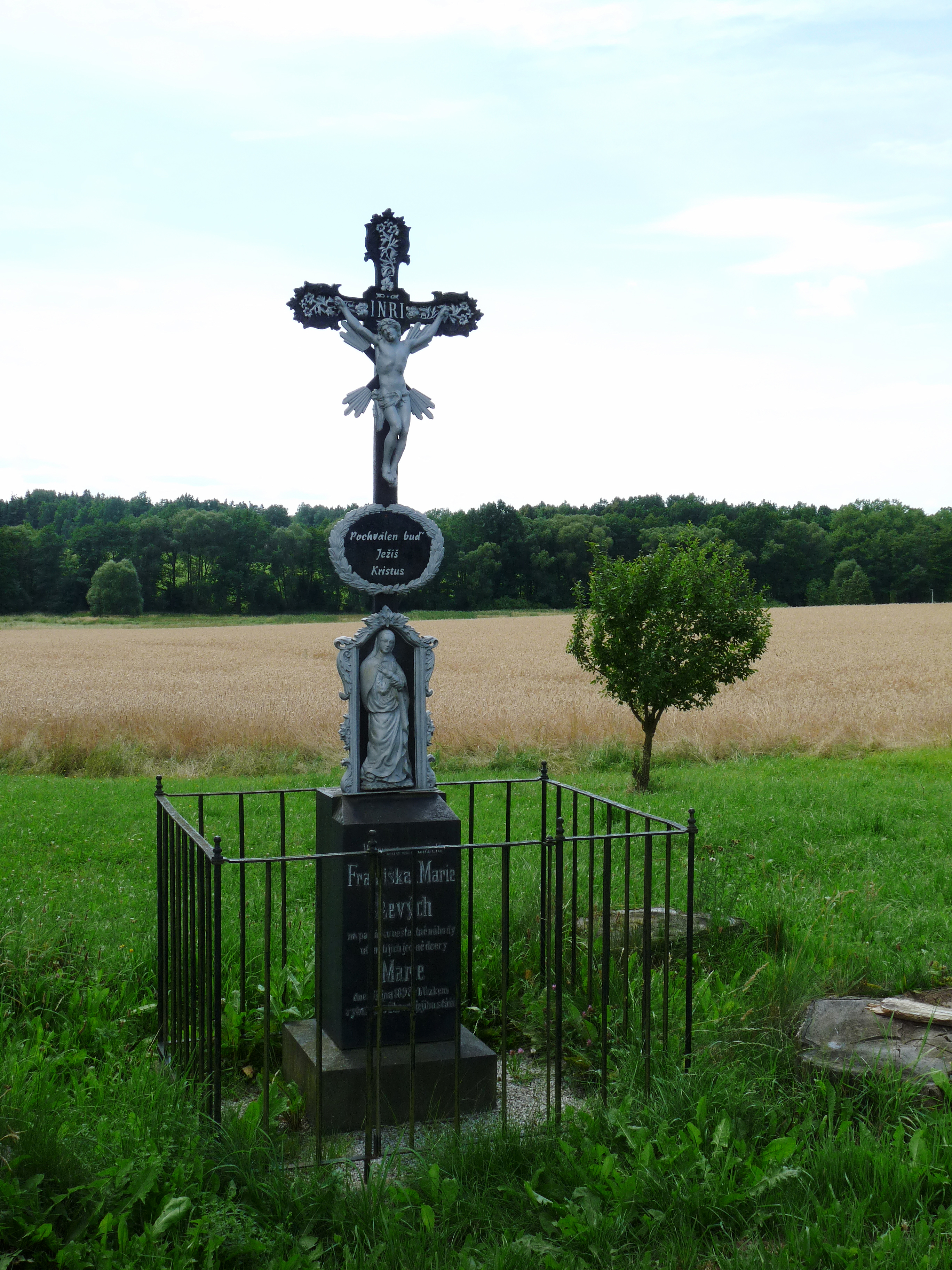
Křížek ve východní části obce

První písemná zmínka o obci pochází z roku 1564 a objevuje se v dopise Mikuláše Humpolce z Tuchoraze (rožmberský dvořan), který psal Jakubovi Krčínovi. Ves byla nejspíš založena mezi roky 1557 a 1564. Až do roku 2014 byla za první zmínku pokládána ta z roku 1574, kdy se jistý Říha z Nové Vsi objevuje jako svědek v protokolu ve věci rvačky v Nedabyli. V další zprávě z roku 1580 je přímo popisována jako „vnově založená na panství třeboňském“; jejím majitelem byl tehdy Vilém z Rožmberka, poté jeho bratr Petr Vok. Když tento v roce 1611 jako poslední svého rodu zemřel, připadlo panství Švamberkům, ale zanedlouho bylo dědicům Petra ze Švamberka pro jeho účast na českém stavovském povstání konfiskováno. Posledními feudálními držiteli Nové Vsi do zrušení poddanství byli Schwarzenberkové.
Od roku 1850 byla Nová Ves samostatnou obcí, která až do roku 1931 zahrnovala i osady Borovnice a Lomec. V roce 1869 byla zprovozněna železniční trať z Gmündu do Českých Budějovic se zastávkou v Nové Vsi (původní staniční budovou bylo čp. 24; nynější nádraží pochází z roku 1896). Zejména v období 1. světové válce došlo k rozvoji zástavby v oblasti nádraží. Za Protektorátu byla nakrátko (1943 až 1945) k Nové Vsi nuceně přičleněna obec Hůrka. Dnem 13. června 1964 na čas skončila samostatnost Nové Vsi, která byla začleněna pod obec Nedabyle. K opětovnému ustavení Nové vsi jako obce došlo dne 24. listopadu 1990 na základě výsledků místního referenda ze dne 6. června téhož roku; pro odtržení od Nedabyle v rámci obce Nová Ves se tehdy vyslovili i obyvatelé Hůrky.

## Pamětihodnosti
- Kapličky svatého Floriána a svatého Martina (část Hůrka)
- Pomník obětem 1. světové války (část Hůrka)
- Dřevěná zvonice (část Hůrka)

## Obyvatelstvo
| Rok            | 1840 | 1869 | 1880 | 1890 | 1900 | 1910 | 1921 | 1930 | 1950 | 1961 | 1970 | 1980 | 1991 | 2001 | 2011 | 2021 |
| -------------- | ---- | ---- | ---- | ---- | ---- | ---- | ---- | ---- | ---- | ---- | ---- | ---- | ---- | ---- | ---- | ---- |
| Počet obyvatel | 91   | 134  | 133  | 147  | 184  | 210  | 219  | 294  | 257  | 283  | 274  | 264  | 249  | 259  | 707  | 776  |
| Počet domů     | 16   | 21   | 21   | 28   | 35   | 37   | 38   | 63   | 73   | 75   | 77   | 71   | 88   | 92   |      |      |